# Tagebuch 1966–1971

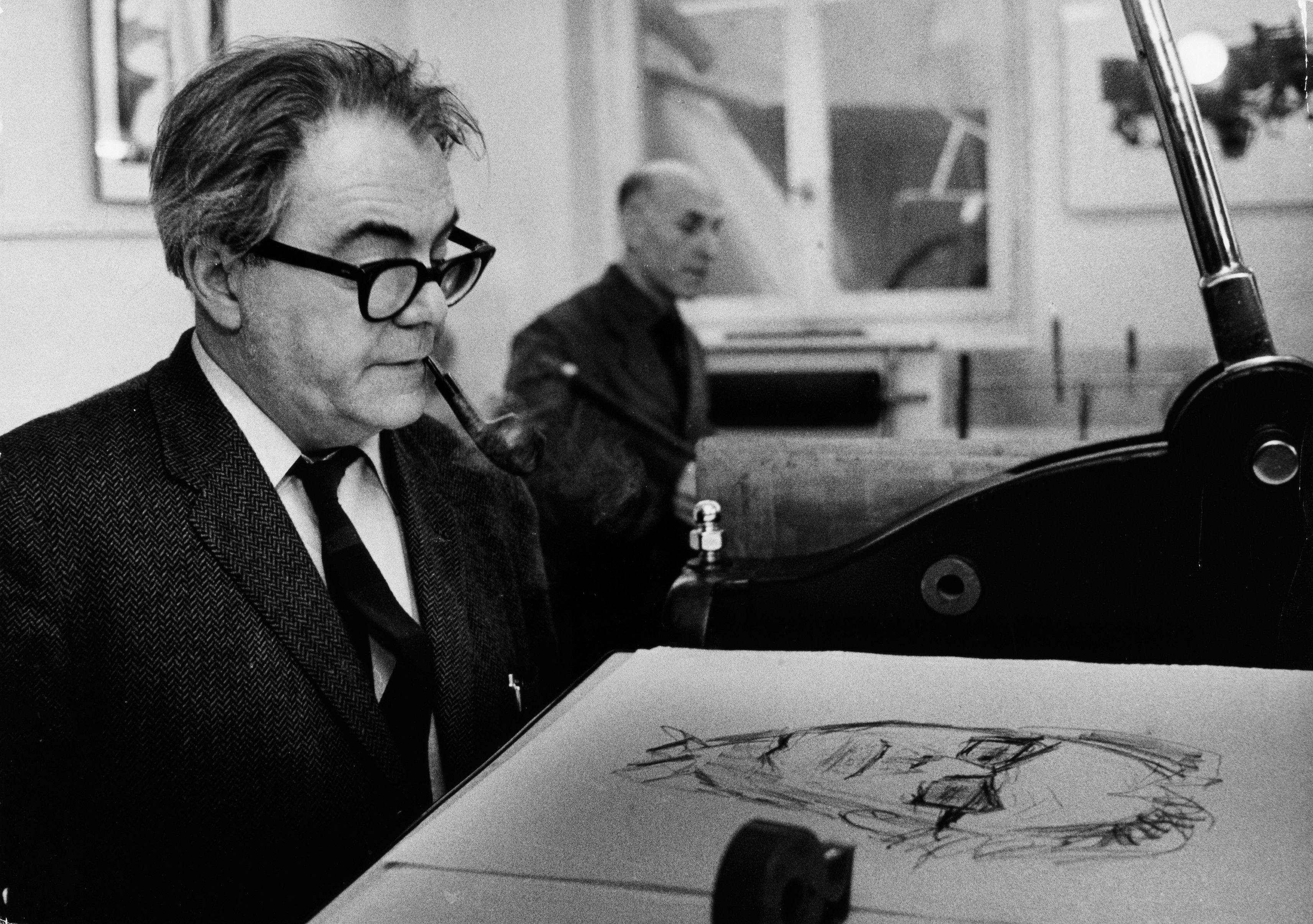
Max Frisch (1967)

Tagebuch 1966–1971 ist der Titel eines literarischen Tagebuchs des Schweizer Schriftstellers Max Frisch. Die Idee zu einem zweiten veröffentlichten Tagebuch nach dem Tagebuch 1946–1949 reifte in Frisch nach seinem Umzug von Rom nach Berzona 1965. Von 1968 an, nach der Beendigung der Arbeit am Theaterstück Biografie: Ein Spiel, galt Frischs Hauptarbeit dem Tagebuch. Es erschien im Frühjahr 1972 im Suhrkamp Verlag. Zur Neuausgabe im Gesamtwerk 1976 erweiterte Frisch das Tagebuch um einige zuvor entfallene Texte.

## Inhalt
Das Tagebuch 1966–1971 wird häufig als Übergang zum Spätwerk Frischs betrachtet. Ein Schlüsselsatz ist das mehrfach wiederholte Zitat Montaignes: „So löse ich mich auf und komme mir abhanden.“ Im Zentrum steht die Auseinandersetzung mit Altern, Sterben und Tod. Es herrscht eine resignative Grundstimmung, die ebenso wie der Stil der Montage und die formale Reduktion für die folgenden Werke bestimmend bleibt. Wie bereits im Tagebuch 1946–1949 zahlreiche Motive und Stoffe aus Frischs Hauptwerken angelegt sind, finden sich auch im Tagebuch 1966–1971 Verweise auf die späten Werke Montauk, Der Mensch erscheint im Holozän und Triptychon.
Den ersten Eintrag des Jahres 1967 bildet ein Text für Brunnen Rosenhof. Dieser Text ist eine Inschrift für den von Peter Meister entworfenen Brunnen im Zürcher Rosenhof, für die Frisch von der Stadt Zürich beauftragt worden war. Seine Chronik des Jahrs 1967 widmete Frisch nicht Personen der Zeitgeschichte, sondern Namenlosen wie den Opfern des Vietnamkriegs. Laut Urs Bircher bricht der Text mit der Tradition von Denkmälern, insbesondere von Kriegerdenkmälern. Die rund um den Brunnen angebrachte Inschrift lässt je nach Lesart unterschiedliche Assoziationsketten entstehen, die auch Frischs politische Positionen zu dieser Zeit auf ironisch verschlüsselte Weise formulieren.

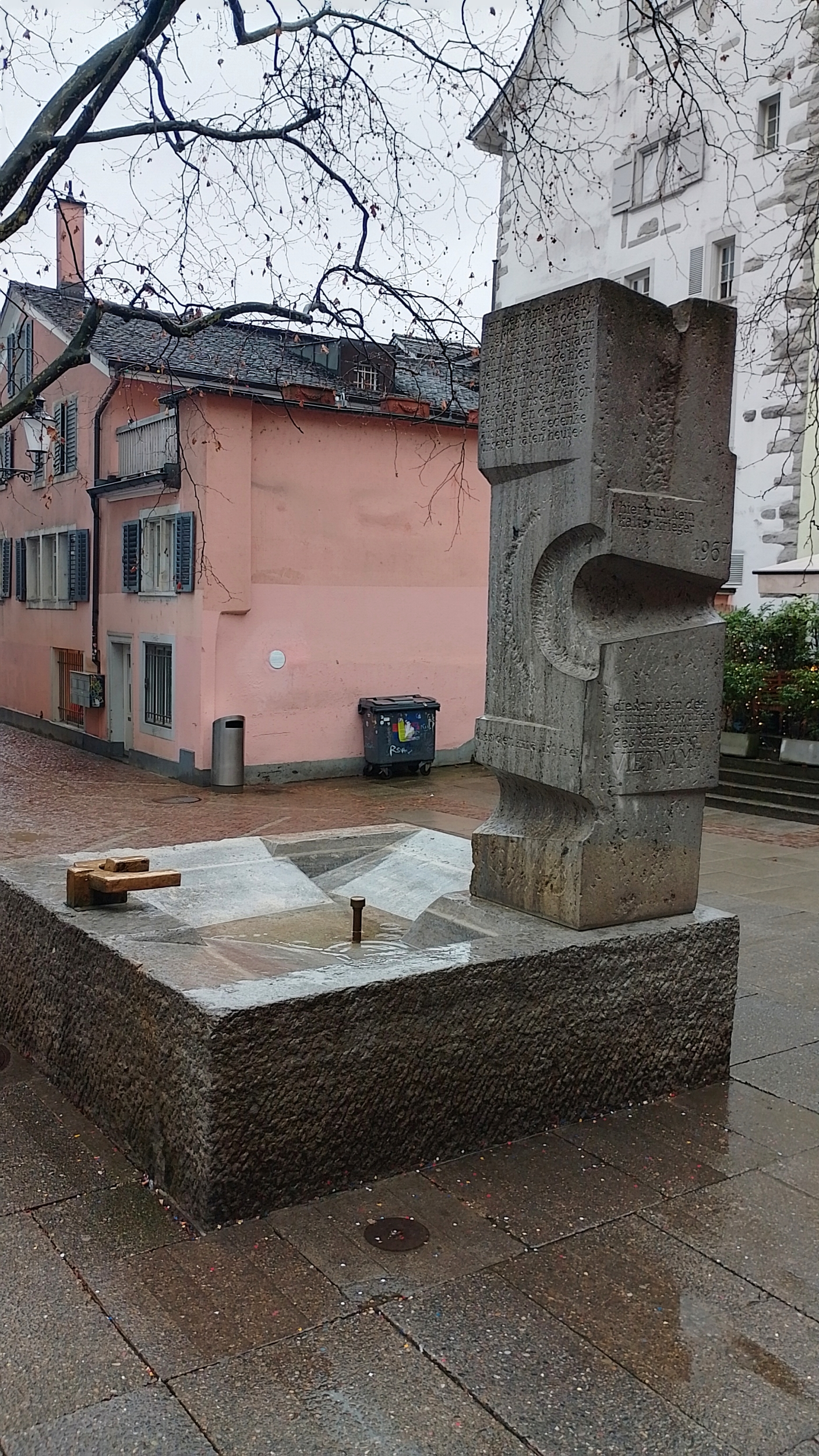
Rosenhof-Brunnen: „hier ruht kein kalter krieger 1967“
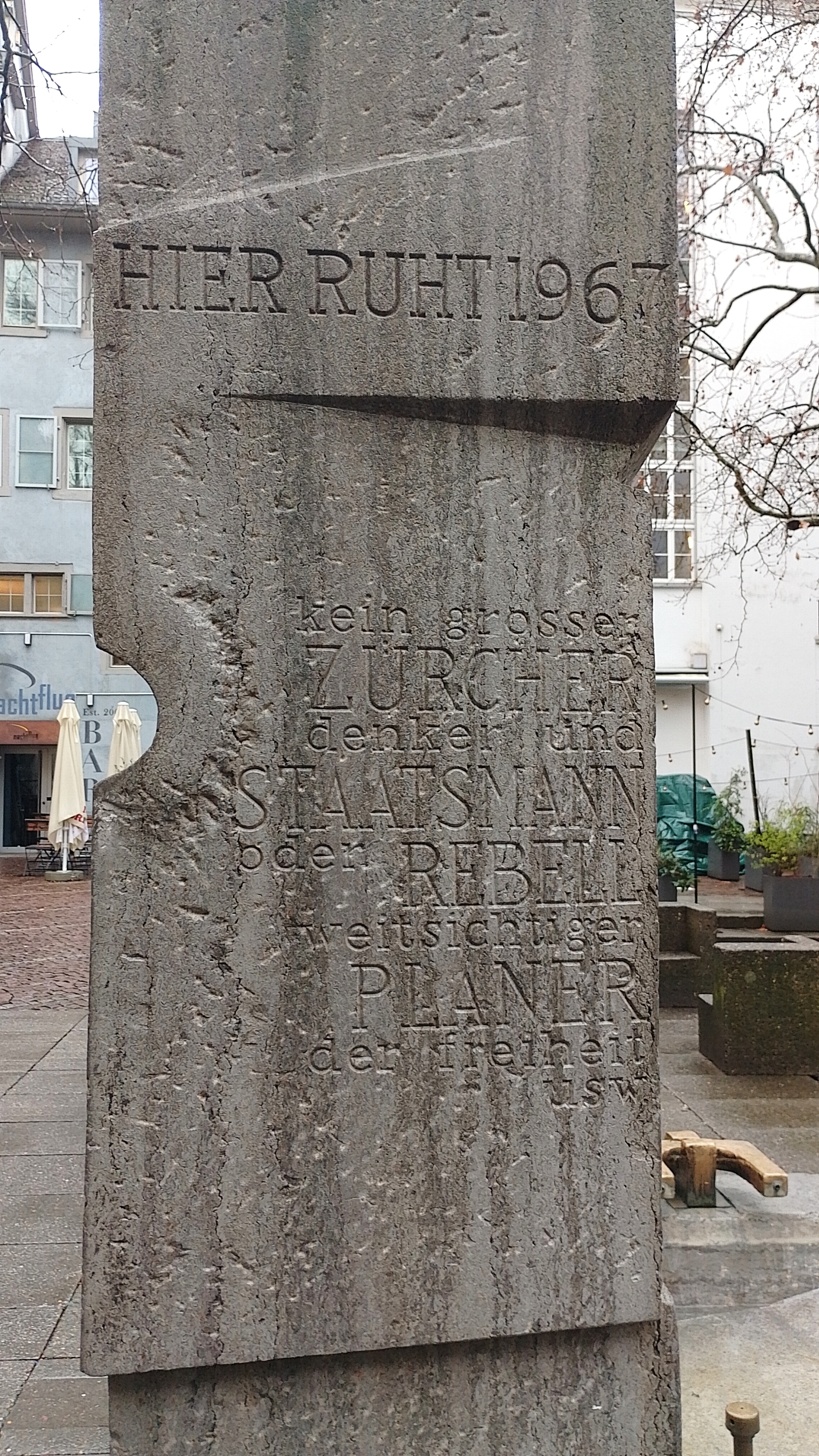
Rosenhof-Brunnen: „HIER RUHT 1967 kein grosser ZÜRCHER […]“
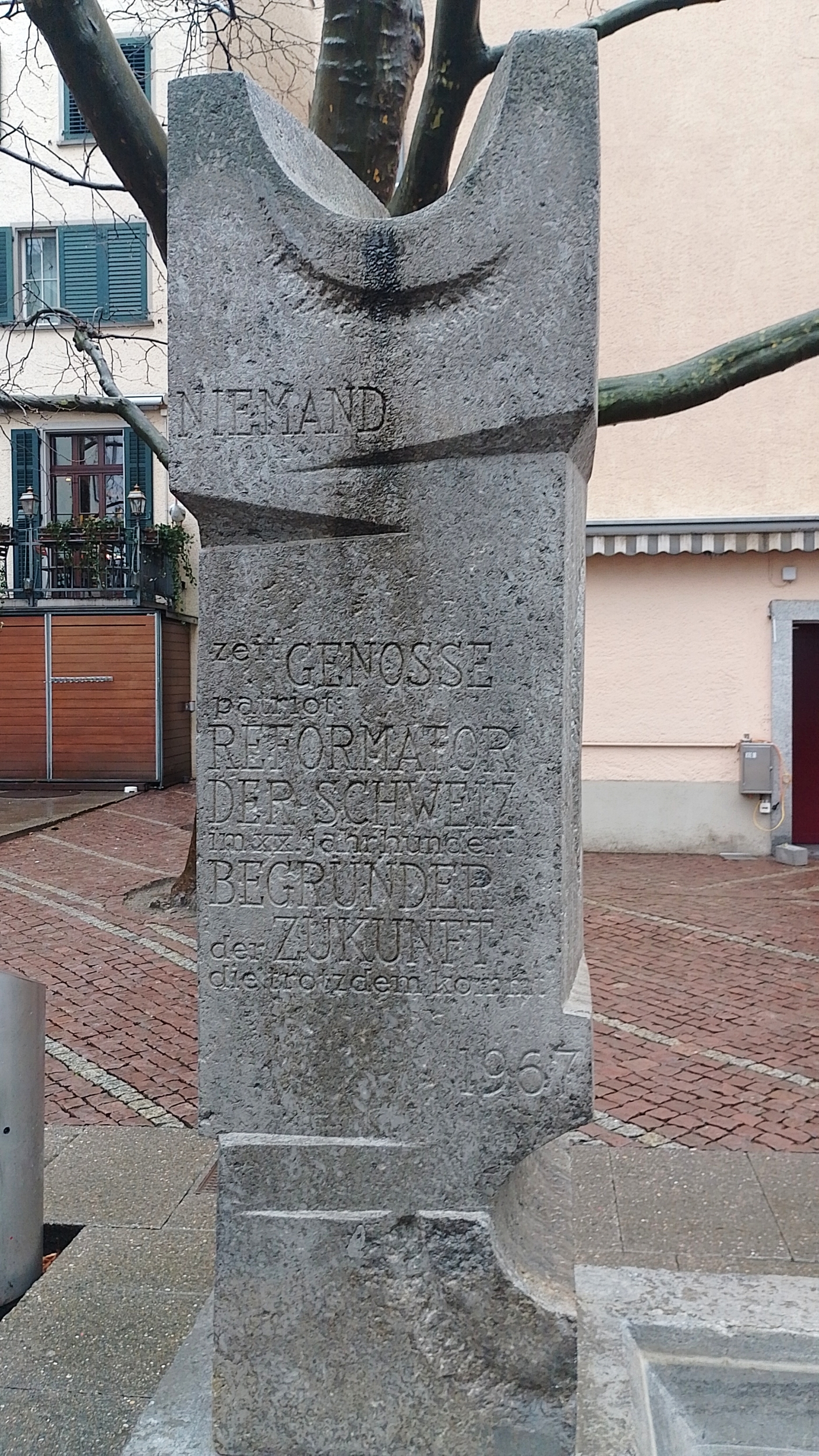
Rosenhof-Brunnen: „NIEMAND zeitGENOSSE patriot […]“
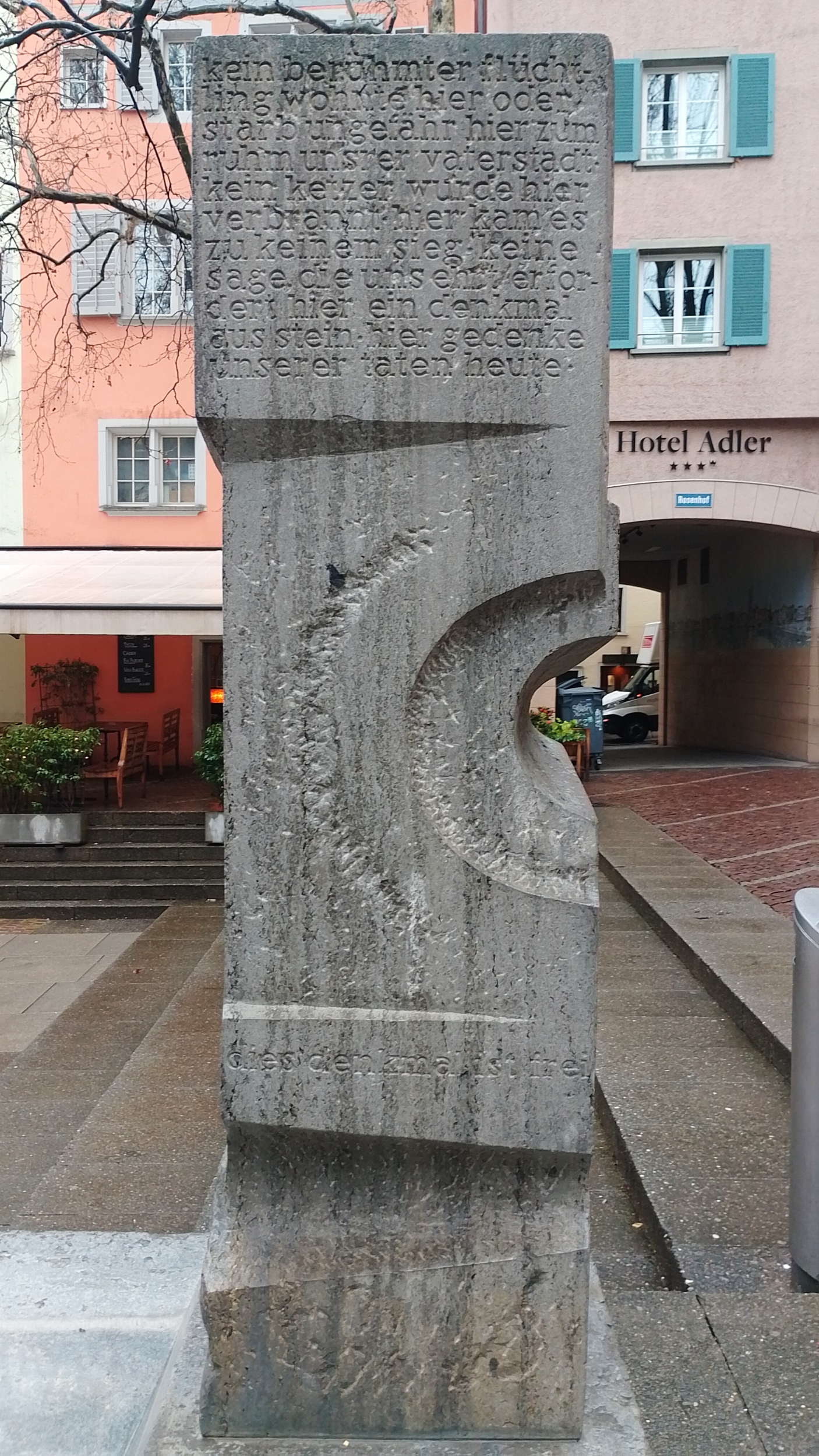
Rosenhof-Brunnen: „kein berühmter flüchtling wohnte hier […] dies denkmal ist frei“

Laut Hugo Loetscher bilden aber die Fragebögen den intellektuellen und formalen Höhepunkt dieses Tagebuchs: „Brillant, zielsicher und hinterhältig werden die eigne Person und damit wir selber durch Fragezeichen eingekreist.“ In elf Fragebögen stellt Frisch – wie Urs Bircher schreibt „im Stil des beliebten Gesellschaftsspiels der Belle Époque“ – scheinbar harmlose Fragen zu den Themen Altruismus, Ehe, Eigentum, Frauen, Freundschaft, Geld, Heimat, Hoffnung, Humor, Kinder, Tod. Sie offenbaren bei der Beantwortung aber die Komplexität der behandelten Themen und verleiten den Leser zu Widersprüchen. Damit lehre Frisch „auf spielerische Art, wie genaues Denken ohne Vorurteile funktioniert.“ Nach Frischs Tod veröffentlichte der Suhrkamp Verlag 1992 die Fragebögen in einem eigenen Band, im Jahr 2019 erweitert um drei weitere im Nachlass aufgefundene Fragebögen zu den Themen Alkohol, Moral und Technik. Frischs Fragebögen erreichten einen Kultstatus, wurden auf Poster gedruckt und sind laut der SRF-Literaturredakteurin Franziska Hirsbrunner auch 50 Jahre nach ihrer Publikation „verblüffend aktuell geblieben“.

## Ausgaben
- Max Frisch: Tagebuch 1966–1971. Suhrkamp, Frankfurt am Main 1972, ISBN 3-518-02859-6.
- Max Frisch: Tagebuch 1966–1971. In: Gesammelte Werke in zeitlicher Folge. Sechster Band. Suhrkamp, Frankfurt am Main 1998, ISBN 3-518-06533-5, S. 5–404. Anmerkungen S. 787–788.

Teilpublikation
- Max Frisch: Fragebogen. Suhrkamp, Frankfurt am Main 1992, ISBN 3-518-22095-0.
- Max Frisch: Fragebogen. Suhrkamp, Berlin 2019, ISBN 978-3-518-47008-4 (erweiterte Ausgabe).